# Joan Hugo van der Groe
Joan Hugo van der Groe (Aarlanderveen, december 1735 – Ridderkerk, 18 april 1818) was een Nederlands gereformeerd predikant.

## Leven en werk
Van der Groe werd in 1735 geboren als zoon van Gerrit Hugo van der Groe en Catharina Enschedé. Hij studeerde theologie aan de Universiteit van Utrecht. Hij begon zijn carrière in 1760 als predikant te Wijdenes. In 1763 werd hij predikant te Linschoten, waar hij tot 1766 bleef, waarna hij een beroep naar Hien en Dodewaard aannam. Van 1770 tot 1818 stond hij als predikant te Ridderkerk. Hij voelde zich aangetrokken tot het gedachtegoed van de Nadere Reformatie. Hierdoor geïnspireerd ontwikkelde hij in Hien en Dodewaard een "actieplan tot reformatie der zeden". Zijn pogingen om hiervoor ook lokale overheden te interesseren hadden slechts gedeeltelijk succes. Hij trachtte ook zelf de traditionele normen en waarden te handhaven door een strenge toepassing van de kerkelijke tuchtregels. Op kerkelijk niveau kon hij zijn idealen verwezenlijken door een aandeel te leveren aan het "Kerkelyk Plakaatboek".
Naast predikant was Van der Groe ook een verzamelaar van Nederlandstalige en Latijnse boeken. Ook inventariseerde hij als executeur-testamentair de boekenverzameling van de piëtistische predikant Theodorus van der Groe, een neef van zijn vader. Van der Groe was ongehuwd en hij overleed te Ridderkerk in 1818. 
- Bibliothèque nationale de France: cb123877278 (data)
- Biografisch Portaal: 98021139
- International Standard Name Identifier: 0000 0003 6445 2615
- Library of Congress Control Number: n92119327
- Nederlandse Thesaurus van Auteursnamen: 087441691
- Virtual International Authority File: 228704874
- WorldCat: E39PBJg8KWdKkhKymmdQxCr8YP